# Hemiplasta sarasinorum
Hemiplasta sarasinorum är en insektsart som beskrevs av Günther 1938. Hemiplasta sarasinorum ingår i släktet Hemiplasta och familjen Diapheromeridae. Inga underarter finns listade i Catalogue of Life.